# Pablo Dóvalo
Pablo Germán Dóvalo (Buenos Aires, 12 de mayo de 1976) es un árbitro de fútbol argentino de fútbol. Dirige en la Primera División Argentina y la Primera B Nacional. También se desempeña como diseñador gráfico.

## Arbitraje
Luego de varios años dirigiendo en el ascenso y la reserva, su debut en la primera categoría fue en el año 2017, dirigiendo el partido entre Newell's Old Boys y Godoy Cruz, el triunfo fue de los mendocinos por 2 a 0. Está adherido a la Asociación Argentina de Árbitros.